# 馬草壟鄉村車

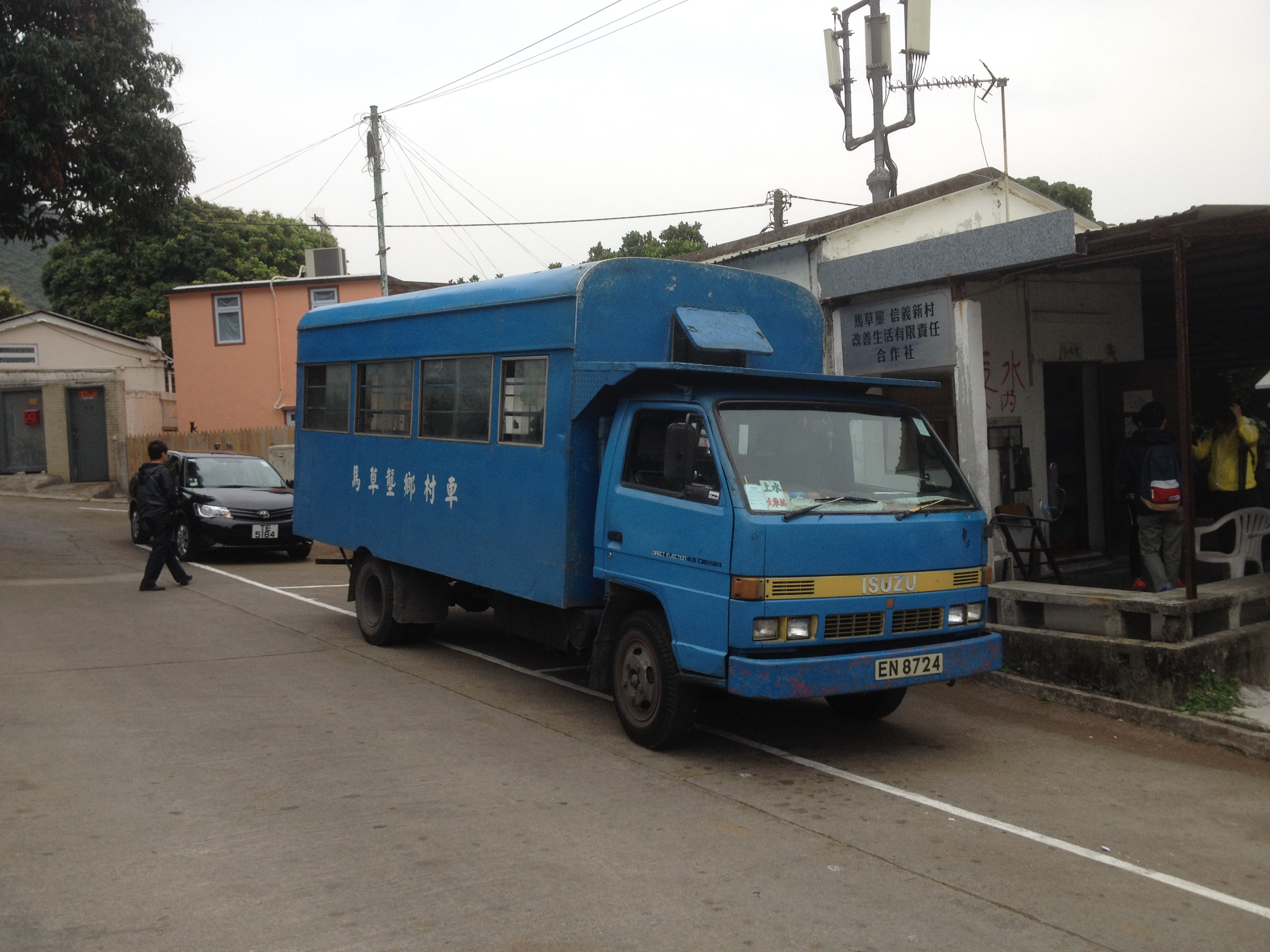
EN8724「馮園」在馬草壟

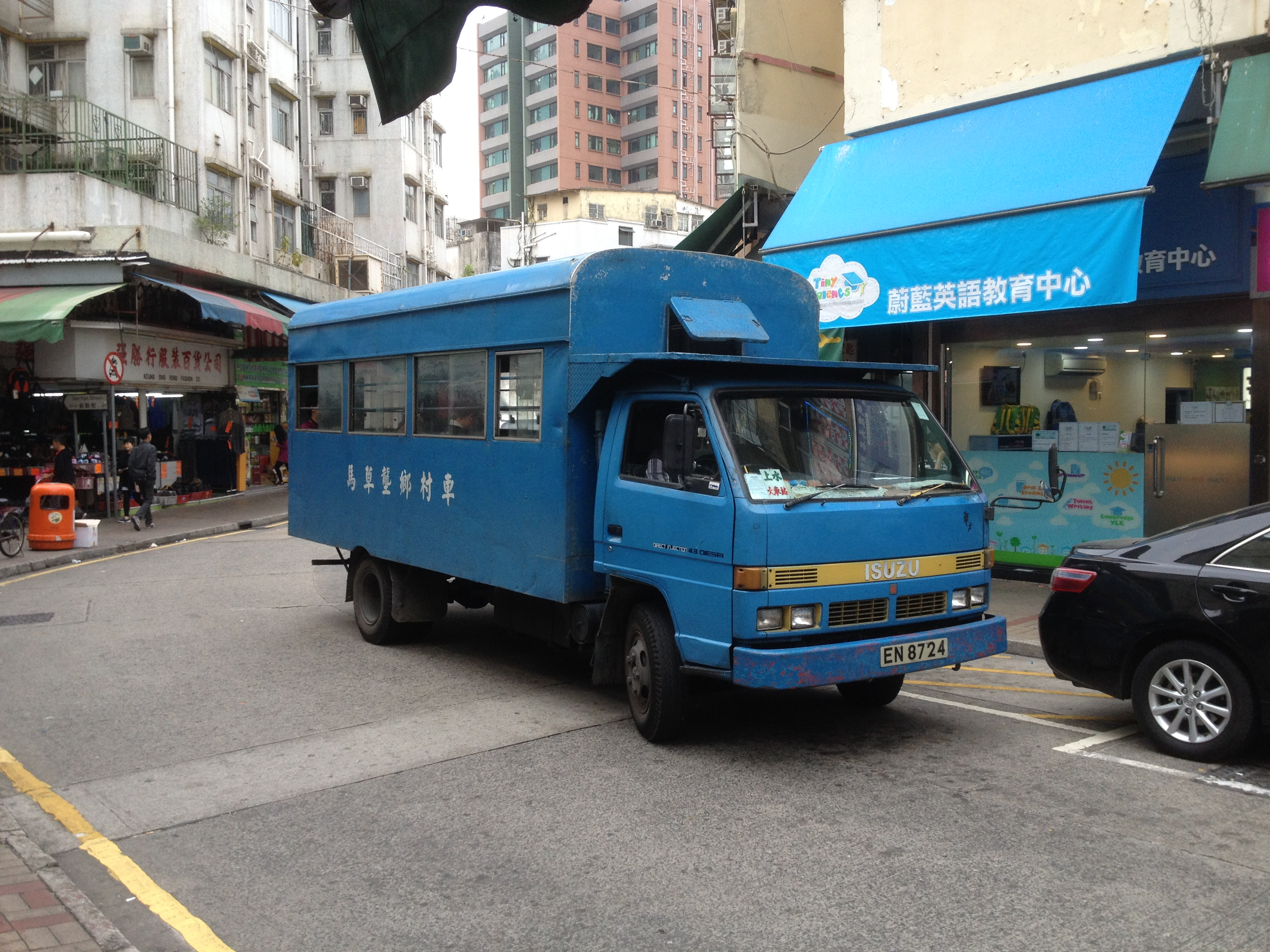
EN8724「馮園」在上水

已停辦的鄉村車路線馬草壟鄉村車（或寫作「馬草壠鄉村車」），來往馬草壟（信義新村）及上水（巡撫街）。

## 歷史
馬草壟一帶缺乏公共交通，加上馬草壟近年才被剔出邊境禁區範圍，因此此路線肩負接載馬草壟一帶居民往返上水市中心的重任。1970年代全盛時期，清晨高峯時間每隔五分鐘便會出車，每車都是滿座。此路線全盛時期有四部（包括柱記、料壆、牛鼓及馮園），每輛車都由家族式經營，以村名或花名作記認，形式類似公共小巴的「公海線」。
可是，隨著第2階段落馬洲邊境禁區於2013年6月起解封，馬草壟、料壆、得月樓、信義新村、落馬洲及下灣六條鄉村脫離禁區範圍，加上運輸署已停止發出新的超額載客許可證，因此鄉村車亦逐漸被淘汰。
此路線的最後一名經營者馮德水先生（EN8724，「馮園」）在2015年3月31日下午起停辦，由新界區專線小巴51K線加強信義新村及料壆特別班次的服務取代（3年後該小巴路線更改編號為51B）。

## 行車路線
往上水（巡撫街）方向途經：馬草壟路、河上鄉路、青山公路－古洞段、粉錦公路、寶石湖交匯處、粉嶺公路、雞嶺迴旋處、掃管埔路、支路、新運路（
1. 智昌路、
2. 龍琛路、
3. 龍運街、
4. 新運路）、新豐路及巡撫街

（
1. ：只限「馮園」的早上石湖墟街市班次途經。）

往馬草壟（信義新村）方向途經：巡撫街、新成路、新豐路、寶運路、寶石湖路、寶石湖交匯處、粉錦公路、青山公路－古洞段、河上鄉路及馬草壟路。

## 告別儀式
- 2015年3月28日：有巴士迷組織舉行「馬草壟鄉村車慈善夜遊」告別之旅為無國界醫生籌款，該晚間包車特別班次於晚上7時15分開出[4]。
- 2015年3月31日：「馮園」車主兼司機馮德水先生原定於當日中午12時15分巡撫街開出尾班車，但由於前來歡送的巴士迷和市民眾多，馮決定臨時加班，讓所有人皆可以乘坐此路線歡送。最後一班車於約下午3時25分抵達信義新村後便停止服務[5]。